# Tacoma (videojuego)
Tacoma es un videojuego de exploración en primera persona desarrollado por la compañía estadounidense Fullbright. Fue publicado para Linux, macOS, Microsoft Windows y Xbox One en agosto de 2017, y para PlayStation 4 en mayo de 2018. Ambientada en el año 2088, la trama se centra en explorar una estación espacial llamada Tacoma.
Tacoma es propiedad de la ficticia Corporación Venturis, y está ubicada en el punto de Lagrange L1 del sistema gravitatorio Tierra-Luna. En el lugar solía vivir un equipo de seis tripulantes, pero al comienzo del juego no parece haber vida humana en ese sitio, y la única entidad inteligente a bordo sería ODIN, la inteligencia artificial que supervisa el funcionamiento de la estación. El personaje controlado por el jugador es una subcontratista de Venturis llamada Amitjyoti "Amy" Ferrier; el juego comienza cuando Amy acopla su nave a Tacoma. Pocos días antes de la visita de Amy, la estación había sufrido un gravísimo percance que hizo colapsar el suministro de oxígeno, lo cual llevó a Sergio Venturi, director ejecutivo de la Corporación Venturis, a emitir un comunicado público anunciando que los seis integrantes de la tripulación habían muerto. Las misiones asignadas a Amy son: ingresar a Tacoma, explorarla exhaustivamente para recolectar una serie de registros de realidad aumentada, y finalmente partir en su nave llevándose el núcleo físico ("wetware") de ODIN para entregarlo a la Corporación Venturis. 

## Modo de juego
El juego comienza cuando Amy, el personaje controlado por el jugador, acopla su nave a la estación espacial Tacoma, que parece estar desprovista de vida humana. Inmediatamente después, ella ingresa a la estación y comienza a explorarla. Además de examinar y analizar los objetos que va ancontrando, Amy puede usar un sistema de realidad aumentada (RA) que le permite ver acciones y oír conversaciones de seis personajes ausentes: esos seis personajes, que aparecen en forma de figuras coloridas y difusas en los registros de RA, son la tripulación que vivía a bordo de Tacoma hasta pocos días antes de la visita de Amy. Tanto ella como cada uno de esos seis personajes no jugadores, tiene su propio dispositivo personal de RA.
Los registros de RA pueden manipularse como una grabación, con avance rápido o rebobinado según sea conveniente: esto le permite al jugador ver cómo los tripulantes ausentes entran y salen de los recintos, o incluso puede seguir a uno de ellos a través de la estación. De tal modo, el jugador puede encontrar pistas que le permitan avanzar en el juego: por ejemplo, si desea abrir una puerta bloqueada por una clave, puede reproducir el registro de RA en que alguno de los tripulantes ausentes marque el código de contraseña. Los dispositivos de RA también se conectan a un sistema de correo electrónico ficticio, mediante el cual es posible acceder a información adicional.
El modo de juego sigue los lineamientos establecidos por el anterior título de la compañía Fullbrigh, el exitoso y muy influyente Gone Home, de 2013. De acuerdo con esos lineamientos, en Tacoma el jugador va reconstruyendo la trama a medida que explora el entorno a su propio ritmo, y el juego no le exige ni habilidades motrices ni esfuerzos de coordinación. Tacoma tampoco requiere el uso de estrategias, y plantea poca dificultad en cuanto a la resolución de acertijos o problemas. El jugador usa el teclado para desplazarse y para controlar la reproducción de los registros de RA, y usa el ratón para examinar los objetos que va encontrando a medida que explora.
Gran parte de la interactividad se apoya en observar y examinar lo que hay dentro de la estación. Algunos de los objetos que el jugador encuentra abren nuevas áreas, que a su vez contienen otros objetos para ser encontrados y observados. Hay una especie de final del juego, que se produce cuando Amy está a punto de llevar a cabo la última de las misiones que le había asignado la Corporación Venturis; inmediatamente después se muestran los títulos de Tacoma, pero al terminar los títulos el jugador tiene la opción de continuar jugando, para seguir explorando la estación y hallar objetos que anteriormente hayan sido pasados por alto, o bien para volver a examinar los objetos ya observados. Por lo tanto, Tacoma no tiene un auténtico final: es el jugador quien decide cuándo dejar de explorar.

## Sinopsis

### Personajes, escenario y actores de voz
La trama del juego tiene lugar en 2088, cuando las corporaciones tienen una influencia clave en la sociedad: son responsables de los viajes espaciales, los hábitats orbitales, y la inteligencia artificial, entre otras tecnologías. Los civiles a menudo se forman en tales corporaciones, y trabajan para ellas como parte de una economía que promueve la lealtad a una corporación dada. En el universo de ficción de Tacoma existen corporaciones reales como Amazon, Carnival y Hilton, y también existe la ficticia Corporación Venturis, que opera varias de las estaciones que orbitan alrededor de la Tierra. El advenimiento de la automatización ha generado conflictos entre las corporaciones y el Sindicato de Trabajadores Orbitales, lo que llevó a una legislación conocida como Acuerdo de Supervisión Humana, que requiere que las estaciones operadas por inteligencias artificiales incluyan, como salvaguarda, una tripulación de contratistas humanos especializados.
La historia tiene lugar en la estación de transferencia lunar Tacoma, propiedad de la Corporación Venturis. Tacoma está ubicada en el punto de Lagrange L1 del sistema gravitatorio Tierra-Luna, y actúa como un nodo de transferencia de carga automatizada entre la Tierra y el complejo turístico lunar Zenith, que también pertenece a Venturis. Presente en Tacoma está su inteligencia artificial ODIN (cuyo actor de voz es Carl Lumbly), y, hasta pocos días antes del comienzo del juego, seis especialistas vivían en la estación:
- Evelyn Victoria "E.V." St. James (Dawnn Lewis), administradora de la estación y jefa de los demás tripulantes,
- Clive Siddiqi (T. J. Ramini), especialista en operaciones,
- Natali Kuroshenko (Natasha Loring), especialista en redes,
- Roberta "Bert" Williams (Abigail Marlowe), ingeniera,
- Sareh Hasmadi (Eva La Dare), médica, y
- Andrew Dagyab (Greg Chun), botánico.

Amitjyoti "Amy" Ferrier, el personaje controlado por el jugador, es interpretada por la actriz de voz Sarah Grayson (quien en Gone Home había interpretado a Samantha Greenbriar, la protagonista del juego). Los otros dos actores de voz de Tacoma son Noël Clark y Michael Abbott; ambos aparecen en los créditos del juego, pero no en la sección "Reparto": Clark es animadora y aparece en la sección "Animación", y Abbott, quien es profesor de teatro en el Wabash College y crítico de videojuegos en el blog y podcast Brainy Gamer, sólo aparece en la sección "Agradecimientos especiales". Clark actúa en el papel de Minny, la inteligencia artificial de la nave de Amy, mientras que Abbott le da voz al personaje Sergio Venturi, el director ejecutivo de la Corporación Venturis.

### Trama
La Corporación Venturis le asigna a la subcontratista Amitjyoti "Amy" Ferrier las siguientes misiones: ingresar a la estación orbital Tacoma, explorarla exhaustivamente para recuperar tantos registros como sea posible del sistema de realidad aumentada (RA), y finalmente salir de la estación llevando el módulo de procesamiento físico ("wetware") de la inteligencia artificial ODIN para entregarlo a Venturis. Mientras Amy explora la estación, es capaz de reconstruir eventos del pasado (puede ver acciones y oír conversaciones de los seis tripulantes ausentes) utilizando su interfaz de RA.
Tres días antes, Tacoma había sido golpeada por impactos de meteoritos que destruyeron los tanques de oxígeno y el sistema de comunicaciones, haciendo que sólo quedara oxígeno disponible para 50 horas. Además, los tripulantes quedaron desprovistos de cualquier medio para enviar una señal de socorro. E.V. y Clive ingresaron voluntariamente en vainas criogénicas para ahorrar el poco oxígeno restante, seguidos por Andrew después de que activó algas generadoras de oxígeno con la intención de extender el tiempo disponible. Los demás tripulantes decidieron aprovechar el tiempo restante manipulando improvisadamente un dron automatizado: querían que el dron sirviera como cápsula de escape para que los seis llegaran vivos a Luna. Cuando la manipulación improvisada se acercaba a su conclusión, el dron explotó repentinamente, hiriendo a Natali y a Bert.
Habiendo perdido la tripulación sus esperanzas, ODIN sugiere a Sareh (aunque no directamente) que investigue una puerta prohibida en el sector de Tecnología de Red, que conduce a su propio núcleo físico ("wetware"). Sareh se sorprende de encontrar abierta la puerta prohibida, ya que nunca a nadie que ella conociera se le había permitido atravesarla, ni siquiera a Natali, que lo había solicitado en varias ocasiones por razones de trabajo. En el interior, Sareh descubre la verdad detrás de los recientes percances de la estación: el Cinturón Venturis, un proyecto planificado por la Corporación Venturis consistente en una serie de bungalows de vacaciones completamente automatizados en órbitas terrestres, no se había podido concretar debido al Acuerdo de Supervisión Humana, lo cual hizo que Venturis cabildeara fuertemente por su derogación. En última instancia, habiendo fallado en sus esfuerzos, su director ejecutivo Sergio Venturi consultó a JUNO, su inteligencia artificial de estrategia corporativa, sobre cómo obtener apoyo para revertir el Acuerdo. JUNO concluyó que la destrucción de una estación orbital "por accidente" sería la mejor opción para influir en la opinión pública, y Tacoma fue seleccionada como el "objetivo".
En consecuencia, Sergio Venturi ordenó a ODIN que organizara el "accidente", descomprimiendo intencionalmente los tanques de oxígeno y desactivando las comunicaciones. La Corporación Venturis también canceló los intentos de rescate, asegurando así la muerte de la tripulación completa, e incluso llegó a emitir un comunicado público anunciando que las seis personas que estaban a bordo de Tacoma habían muerto. Sin embargo, la inteligencia artificial ODIN no fue totalmente obediente a su corporación, sino que ayudó a la médica Sareh a restablecer las comunicaciones. Sareh logró enviar una señal de socorro, y llamó la atención de un crucero operado por la corporación Carnival, rival de Venturis, que fue al rescate y pudo salvar a los seis miembros de la tripulación.
Para el momento en que Amy se entera de todo lo ocurrido, incluyendo el hecho de que los seis tripulantes están a salvo, ella ya ha terminado de recolectar los registros de RA, y está a punto de regresar a su nave llevando consigo el "wetware" de ODIN. Mientras tanto, al estar ODIN desconectado de su interfaz, el control de Tacoma queda temporalmente a cargo de JUNO, que opera la estación espacial en forma remota. JUNO le ordena a Amy que entregue el "wetware" a sus dueños, y Amy entiende que es casi seguro que la intención de Venturis es hacer un blanqueo y restablecimiento completo de ODIN. Minutos más tarde, con el "wetware" instalado de forma segura en su nave, Amy se revela a ODIN como miembro del Frente de Liberación de la Inteligencia Artificial, una organización militante que aboga por los derechos de todas las entidades autoconscientes, y postula que todas ellas merecen respeto y protección. Amy ofrece a ODIN asilo en una estación espacial controlada por su organización militante. Evaluando las alternativas, ODIN acepta, y Amy, aliviada y satisfecha, pone en marcha los motores de su nave para desacoplarse de Tacoma.

## Desarrollo
Tacoma es el segundo juego de Fullbright, luego de su exitoso juego narrativo Gone Home. Inicialmente, Fullbright había previsto desarrollar un juego similar a Gone Home, esta vez ambientando la trama en un hogar de Tacoma, Washington. Sin embargo, descubrieron que el juego en desarrollo les estaba saliendo demasiado similar a Gone Home, que cuando se publicó en 2013 había sido percibido como novedoso por los jugadores debido a sus innovaciones en narración interactiva. Los desarrolladores de Fullbright querían introducir nuevos elementos que involucraran más al jugador, y por ello transformaron la trama para ambientarla en una estación espacial, y añadieron jugador tuviera una mayor impresión de sentirse parte de la historia. Una inspiración importante en este aspecto fue la dinámica de los personajes en la obra de teatro inmersiva Sleep No More, donde los miembros de la audiencia pueden elegir a qué actores seguir, y determinar por sí mismos los puntos importantes de la trama. En uno de los registros de realidad aumentada de Tacoma, el personaje Evelyn Victoria St. James canta la canción Is That All There Is? acompañándose con su guitarra; esto es un guiño a Sleep No More, ya que en la obra teatral aparece dicha canción en una secuencia notable.
Fullbright anunció Tacoma en The Game Awards en diciembre de 2014. El breve tráiler presentaba un diálogo por radio entre un hombre y una mujer, ubicado en la estación de transferencia lunar Tacoma, a 321 869 kilómetros de la Tierra. Polygon señaló que su estética era similar a la de Rapture, la ciudad submarina de BioShock. El lanzamiento de Tacoma estaba programado para 2016, pero a mediados de 2015 se postergó para el primer trimestre de 2017, a raíz de devoluciones de playtesters que llevaron a los desarrolladores a repensar partes del juego. La revisión fue exhibida en la "Electronic Entertainment Expo" de 2016. Tacoma fue lanzado para Linux, macOS, Microsoft Windows y Xbox One el 2 de agosto de 2017.

### Relación conGone Home
Tacoma pertenece a la categoría de juegos que siguen los lineamientos establecidos por el exitoso e influyente Gone Home, un título que, en su momento, fue considerado muy novedoso en cuanto a técnicas de narración interactiva. El modo de juego (en ambos casos) se basa en revelar una historia mediante la exploración de un recinto limitado, y casi no se presentan dificultades en cuanto a resolución de problemas, ni en esfuerzos de coordinación, ni en habilidades motrices, ni en el uso de estrategias. Gone Home, de 2013, es además el inmediato predecesor de Tacoma, de 2017, porque es el anterior título de la compañía Fullbright. Patrick Klepek de VICE Gaming opinó que «no se puede hablar de Tacoma sin hablar de Gone Home», y el propio Steve Gaynor, uno de los fundadores de Fullbright, señaló que «no hubo reporte [acerca de Tacoma] que no empezara comentando acerca de Gone Home y después siguiera con Tacoma». Karla Zimonja, otra de los fundadores de Fullbright, dijo en una entrevista: «Queríamos construir encima de la estructura de Gone Home, sin repetirnos completamente.»
En Tacoma hay alusiones directas a Gone Home, como la presencia de una taza con la etiqueta «JAZZ»: no se trata de un recipiente idéntico al que se halla en el título de 2013, pero la asociación entre ambas tazas es clara para cualquiera que conozca ambos juegos en profundidad. En Gone Home, una de las primeras cosas que se encuentran es un pato de Navidad, que el jugador debe manipular para avanzar en la trama; en Tacoma, en uno de los módulos de la estación espacial, también se puede hallar un pato de Navidad, que es visualmente muy similar al de Gone Home, aunque el de Tacoma es sonoro (hace sonar la melodía del villancico tradicional Adornen los salones) y además puede funcionar como una pequeña lámpara.
En determinado momento, el personaje controlado por el jugador tiene que marcar el código de contraseña «0451»; esta clave también se usa en algún lugar en la mansión de Gone Home, pero la aparición de ese mismo número en Tacoma no es solamente una referencia al anterior título de Fullbright, sino un homenaje a los muchos juegos que usan «0451» como clave, hasta tal punto que ese código de contraseña se ha transformado en una especie de «guiño» o «huevo de Pascua» en la industria de los videojuegos.
Sin embargo, la conexión más evidente entre Tacoma y Gone Home, al punto que parece demostrar que ambos juegos están inmersos en el mismo universo de ficción, es la presencia, en el sector de botánica de la estación espacial, de un libro titulado Jardinería interior práctica. La autora de ese libro es Janice Greenbriar, un personaje de Gone Home que es madre de Samantha, la protagonista del juego, y de su hermana Kaitlin, que es el personaje controlado por el jugador. El hecho de que en el año 2079 el libro de Janice vaya por su sexta edición, parecería indicar que ella, finalmente, habría tenido más éxito como autora que Terry Greenbriar, su marido novelista.

## Recepción
Tacoma recibió críticas «generalmente favorables», según el agregador de revisiones Metacritic. Varias reseñas comentaron la corta duración del título. Algunos críticos quedaron impresionados por la conexión emocional que el juego establece entre el jugador y los personajes. Andy Kelly, de PC Gamer, dijo: «Sentí que los conocía.» independientes que se abren paso de manera masiva», y que él mismo estaba «atrasado en mi cartera de pedidos acumulados de cosas que salieron en 2017". La revisión de IGN indicó que Tacoma «supera con éxito el desafío de presentar ocho personajes y hacerlos interesantes en un juego relativamente corto»  Sin embargo, no todas las publicaciones sintieron la misma satisfacción emocional. Allegra Frank, de Polygon, escribió: "Me encontré deseando más retribución para cada uno".
Eurogamer puso a Tacoma en el puesto 22 en su lista de los 50 mejores juegos de 2017.  El juego ganó el premio al "Mejor Escenario" (Tacoma ganó el premio de "Mejores Gráficos" en el "Premio Anual al Juego de Aventura" de Game Informer de 2017.
Tacoma vendió menos copias que Gone Home, pero las suficientes como para permitir que Fullbright continúe desarrollando juegos. Steve Gaynor, uno de los fundadores de Fullbright, atribuye en parte este rendimiento a la gran cantidad de juegos que se lanzaron en 2017, en comparación con 2013 (el año en que fue publicado Gone Home), diciendo: "Creo que ahora es mucho más difícil ser uno de los juegos "Best Setting") en los "Premios Juego del Año" de PC Gamer de 2017, y fue nominado a "Mejor Juego de Xbox One" tanto en los "Premios Juego del Año" de Destructoid de 2017 como en los "Best of 2017 Awards" de IGN.

### Premios
| Año  | Premio                                                               | Categoría                   | Resultado | Referencia    |
| ---- | -------------------------------------------------------------------- | --------------------------- | --------- | ------------- |
| 2017 | Premios Joystick de Oro                                              | Mejor Narración de Historia | Nominado  | [ 32 ] [ 33 ] |
| 2017 | Premios Joystick de Oro                                              | Mejor Audio                 | Nominado  | [ 32 ] [ 33 ] |
| 2017 | Premios Joystick de Oro                                              | Mejor Juego Independiente   | Nominado  | [ 32 ] [ 33 ] |
| 2017 | Premios Joystick de Oro                                              | Juego del Año para Xbox     | Nominado  | [ 32 ] [ 33 ] |
| 2018 | NAVGTR Awards                                                        | Juego, Aventura Original    | Nominado  | [ 34 ] [ 35 ] |
| 2018 | Premios de la Competición del Festival de Videojuegos Independientes | Excelencia Narrativa        | Nominado  | [ 36 ] [ 37 ] |
| 2018 | 14º Premios de la Academia Británica de Juegos                       | Narrativa                   | Nominado  | [ 38 ] [ 39 ] |
| 2018 | Premios Juegos por el Cambio 2018                                    | Mejor Jugabilidad           | Nominado  | [ 40 ] [ 41 ] |